# Marmosa comuna
La marmosa comuna (Thylamys pusilla) és una espècie d'opòssum de la família dels didèlfids. Viu a l'Argentina, Bolívia, el Brasil i el Paraguai,en hàbitats del Gran Chaco i dels vessants andins.